# Carolyn A. Clark
Carolyn A. Clark (1959) es una botánica, y agrostóloga estadounidense que ha desarrollado actividades académicas en el "Departamento de Biología", de la Universidad de Wisconsin.

## Algunas publicaciones

### Libros
- c.a. Clark; j.w. Moyer. 1991. Compendio de enfermedades de la Batata (camote, boniato). Ed. International Potato Center. vi + 94 pp. ISBN 929060150 en línea

- 1976. Histopathology and leaf surface relationships of Botrytis squamosa and B. cinerea on onion. Ed. Cornell Univ. 268 pp.

- 1973. The botrytis brown stain disease of onion (Allium cepa L.) caused by Botrytis cinerea Pers. Ed. Cornell Univ. 126 pp.

- La abreviatura «C.A.Clark» se emplea para indicar a Carolyn A. Clark como autoridad en la descripción y clasificación científica de los vegetales.[3]